# 长枪与射击方阵

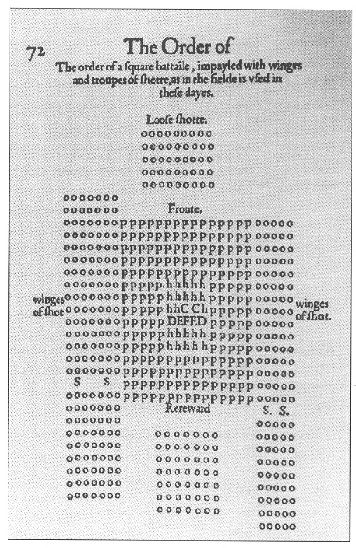
一本十六世紀的冊子記載混和槍刺與射擊的方陣。長柄槍兵以「P」來表示，外圍的射擊兵則以「o」來表示。「H」用以表示戟兵。一群鬆散的射手在此陣之前。

长枪与射击方阵（Pike and shot）是一種歷史上的步兵方陣，也是指该阵型在欧洲历史上非常流行的一個戰爭時代，此時代大略指從義大利戰爭到演化出刺刀的十七世紀末這段時期。這個步兵陣混和了長槍兵與火槍兵（鉤銃兵或鳥銃兵）。

## 起源
在十五世紀末，在百年戰爭與勃艮第战争為主的戰場中，一些晚中世紀的部隊已經證明了他們當時最成功的部隊，特別是重裝騎士、瑞士傭兵與國土傭僕的長槍兵和一些新興的加農砲兵團。隨著科技水平的迅速提升，瓦盧瓦王朝的法蘭西軍隊因擁有這些單位而特別難對付。
法國主導戰爭的地位在這時候受到反對瓦盧瓦野心國家的挑戰，特別是在義大利。在1495年的塞米纳拉战役，未嘗敗績的西班牙軍團在抵抗法蘭西入侵那不勒斯時被由裝甲貴族重騎兵和瑞士步傭兵所組成的法軍打得落花流水。學到經驗的西班牙軍隊在贡萨洛·费尔南德斯·德·科尔多瓦的主導下試圖對軍隊與戰術進行重組。
科爾多瓦意識到無法比上法蘭西貴族重騎和瑞士長槍純粹的進攻力量，決定將當時的新興技術—槍械的射擊力量和長槍的防禦力量作結合，且使他們成為一個互相援助的陣式，最適合採取防守位置。
起初這種混合步兵方陣被稱作上校（colunella），因全陣由一名上校所指揮。這種陣式穿插了密集的長槍手與鬆散的鉤銃（一種早期槍械）手。鉤銃手可以射擊敵軍、且在敵方的騎兵或步兵靠近時可以跑到我方長槍手的附近尋找掩護；這是特別必要的，因為十六世紀時的槍械準度偏低、裝填耗時且射程短，這意味著射手只能在他們的敵人面前射擊幾次而已。
這種新的戰術使西班牙和科爾多瓦的上校方陣在切里尼奧拉戰役中獲勝，這是義大利戰爭中偉大的勝利之一，數量龐大的西班牙火槍隊在防禦位置上粉碎了法蘭西軍隊的貴族重騎兵與瑞士傭兵的攻擊。